# Le huitième jour
Le huitième jour (Ngày thứ tám) là một bộ phim Bỉ do Jaco Van Dormael viết kịch bản kiêm đạo diễn, phim được công chiếu năm 1996. Tác phẩm nói về tình bạn giữa Harry, một người đàn ông thành đạt trong công việc nhưng thất bại trong cuộc sống gia đình (do Daniel Auteuil thủ vai) và Georges, một thanh niên mắc hội chứng Down (do Pascal Duquenne, một người mắc hội chứng Down ngoài đời, thủ vai). Sự yêu đời của Georges đã giúp Harry tìm lại được những giá trị đích thực của cuộc sống. Tại Liên hoan phim Cannes 1996, cặp đôi Auteuil và Duquenne đã được đồng trao giải Giải cho nam diễn viên xuất sắc nhất.

## Diễn viên
- Daniel Auteuil thủ vai Harry. Harry là một người chú tâm vào công việc tới mức không quan tâm tới vợ con khiến vợ anh phải bỏ đi mang theo hai con gái. Cuộc sống tẻ nhạt của Harry chỉ bị đảo lộn khi ông gặp Georges, một thanh niên mắc hội chứng Down trốn khỏi trung tâm chăm sóc để tìm về nhà với người mẹ vốn thực tế đã qua đời 4 năm trước.
- Pascal Duquenne thủ vai Georges. Georges là một thanh niên mắc hội chứng Down yêu cuộc sống và yêu âm nhạc. Anh thích nhất là những bài hát của danh ca Luis Mariano mà Georges được nghe qua tivi.
- Miou-Miou thủ vai Julie, vợ cũ của Harry, người luôn cố gắng ngăn cản Harry tiếp xúc với hai con gái vì cho rằng ông hoàn toàn vô trách nhiệm với gia đình.
- Hélène Roussel thủ vai mẹ của Julie.
- Alice van Dormael thủ vai Alice và Juliette Van Dormael thủ vai Juliette, hai con gái nhỏ của Harry và Julie.
- Isabelle Sadoyan thủ vai người mẹ quá cố của Georges
- Laszlo Harmati thủ vai danh ca Luis Mariano trong trí tưởng tượng của Georges.